# César Huerta Stern
César Huerta Stern (Lérida, 1882-Cuenca, 1953) fue un abogado y jurisconsulto español. Alcalde de Cuenca en 1930, fue periodista, fotógrafo y fundador en 1926 del periódico El Boletín Conquense.

## Reseña biográfica

### Nacimiento e infancia
Nace en Lérida el 10 de enero de 1882. Hijo de Cesáreo Huerta, magistrado juez y presidente de la Audiencia Provincial de Cuenca (por entonces magistrado de Lérida), y de Carolina Stern.

### Abogado y jurisconsulto.
Cursó los estudios de Derecho en las Universidades de Sevilla y Madrid, y a los veintiún años de edad obtuvo la licenciatura.
En 1909 fundó el «Consultorio Jurídico-mercantil», sito en la calle Calderón de la Barca 12 de Cuenca. Ejerció la profesión de abogado durante cuarenta y cinco años hasta el mismo momento de su muerte.
Escribió en la Revista de los Tribunales de Madrid durante los años 1904 a 1923. 
En los últimos diez años de su vida, fueron numerosos los artículos jurídicos en la Revista de la Abogacía y de la Toga, en la Revista general del Derecho de Valencia, en la Revista General de Legislación y Jurisprudencia de Madrid, en el Foro Español y en la revista jurídica Astrea.

### Periodista y fotógrafo
En paralelo, desarrolló una intensa labor como periodista.
Fue colaborador y director del diario El Mundo de Cuenca, desde el año 1910, y diez años después, en 1920, pasó a ser propietario y director de dicho periódico.
También fue colaborador del diario El Correo Católico, de Cuenca, durante los años 1910 y siguientes, de La Voz de Cuenca, en 1923; de Avisador Numantino de Soria, en 1924; y de El Día de Cuenca, en 1924.
En el año 1926 funda El Boletín Conquense, de la que fue director hasta su último número publicado en junio de 1936.
Como fotógrafo fue colaborador fotográfico de la revista ciudadrealeña Vida Manchega, así como de varios periódicos de la prensa conquense.

### Alcalde de Cuenca
En 1930 es nombrado alcalde de la ciudad de Cuenca. Su intento de llevar una política de austeridad y reducción del gasto público creó la oposición de ciertos intereses creados, lo que le llevó a presentar su dimisión ese mismo año. En su «Adiós al pueblo de Cuenca» (Boletín Conquense, agosto de 1930) expuso los motivos de su dimisión: «De seguir en el Ayuntamiento hubiera sido el prisionero de guerra de una mayoría impunista. Y para esto prefiero la libertad de mi pluma y la autonomía de mi palabra. Entre encadenado en el Consistorio y libre en la calle, prefiero la calle».

## Vida personal
Hijo de Cesáreo Huerta, magistrado Juez y Presidente de la Audiencia Provincial de Cuenca, y de Carolina Stern. Hijo y nieto de Abogados, será  a su vez padre y abuelo de dos generaciones más de abogados.
Casado con Trinidad Huerta López. Tuvieron ocho hijos.
Muere en noviembre de 1953.